# Цуй Лянь, Барбара
Барбара Цуй Лянь (кит. 婦崔連 巴芮; 1849, провинция Хэбэй, Китай — 15 июня 1900, провинция Хэбэй, Китай) — святая Римско-Католической Церкви, мученица.

## Биография
Барбара Цуй Лянь была матерью двух католических священников — Цуй Пуаня и Цуй Шоусюаня. Последний стал первым епископом провинции Юньнань. В своей деятельности Барбара Цуй Лянь помогала бедным, занималась катехизацией и приготовляла к крещению катехуменов. Во время ихэтуаньского восстания погибла от рук повстанцев, которые убили её в ночь на 15 июня 1900 года в деревне Люшуйтао. Вместе с ней погибли её третий сын Вэнсэн с женой Марией Сун и другие семь католиков.
Барбара Цуй Лянь была беатифицирована 17 апреля 1955 года Римским Папой Пием XII вместе с французским миссионером Леоном Мангеном и канонизирована 1 октября 2000 года Римским Папой Иоанном Павлом II вместе с группой 120 китайских мучеников.
День памяти в Католической Церкви — 9 июля.